# Хироко Сано
Хироко Сано (јап. 佐野 弘子; 5. фебруар 1983) бивша је јапанска фудбалерка.

## Репрезентација
За репрезентацију Јапана дебитовала је 2003. године.

## Статистика
| Јапан  | Јапан | Јапан |
| Год.   | Ута.  | Гол.  |
| ------ | ----- | ----- |
| 2003   | 1     | 0     |
| Укупно | 1     | 0     |